# Poolbillard 2009
Die Poolbillard-Saison 2009 war eine Serie von Poolbillard-Turnieren, die von der World Pool-Billiard Association veranstaltet wurden.

## Saisonergebnisse
| Datum                           | Turnier                                   | Austragungsort    | Disziplin   | Sieger                           | Finalist                      | Ergebnis |
| 12. Februar bis 14. Februar     | ET 97 – French Open 2009                  | Sucy-en-Brie      | 9-Ball      | Niels Feijen                     | Mario He                      | 9:4      |
| 21. März bis 22. März           | Japan Open 2009                           | Japan             | 9-Ball      | Ramil Gallego                    | Ro Li-ren                     |          |
| 26. März bis 28. März           | ET 98 – Italy Open 2009                   | Castel Volturno   | 9-Ball      | David Alcaide                    | Ralf Souquet                  | 9:5      |
| 16. April bis 25. April         | Europameisterschaft 2009                  | St. Johann        | 14/1 endlos | Dimitri Jungo                    | Niels Feijen                  | 125:74   |
| 16. April bis 25. April         | Europameisterschaft 2009                  | St. Johann        | 8-Ball      | Andreas Roschkowsky              | Nikos Ekonomopoulos           | 8:7      |
| 16. April bis 25. April         | Europameisterschaft 2009                  | St. Johann        | 9-Ball      | Nick van den Berg                | Ruslan Tschinachow            | 9:8      |
| 8. Mai bis 10. Mai              | World Pool Masters 2009                   | Las Vegas         | 9-Ball      | Darren Appleton                  | Nick van den Berg             | 8:4      |
| 11. Mai bis 16. Mai             | Predator International Championship 2009  | Las Vegas         | 10-Ball     | Dennis Orcollo                   | unbekannt                     |          |
| 21. Mai bis 23. Mai             | ET 99 – German Open 2009                  | Sindelfingen      | 10-Ball     | Ralf Souquet                     | Imran Majid                   | 8:4      |
| 11. Juni bis 14. Juni           | China Open 2009                           | Shanghai          | 9-Ball      | Thorsten Hohmann                 | unbekannt                     |          |
| 19. August bis 22. August       | ET 100 – Austrian Open 2009               | Rankweil          | 9-Ball      | Marcus Chamat                    | Darren Appleton               | 9:6      |
| 24. August bis 29. August       | 14/1-endlos-Weltmeisterschaft 2009        | New Brunswick, NJ | 14/1 endlos | Stephan Cohen                    | Mika Immonen                  |          |
| 1. September bis 6. September   | World Cup of Pool 2009                    | Manila            | 9-Ball      | Francisco Bustamante Efren Reyes | Ralf Souquet Thorsten Hohmann | 11:9     |
| 17. September bis 19. September | ET 101 – Netherlands Open 2009            | Weert             | 9-Ball      | Oliver Ortmann                   | Imran Majid                   | 9:5      |
| 14. Oktober bis 17. Oktober     | ET 102 – Portugal Open 2009               | Porto             | 9-Ball      | Daryl Peach                      | Imran Majid                   | 9:8      |
| 18. Oktober bis 24. Oktober     | US Open 9-Ball 2009                       | Chesapeake, VA    | 9-Ball      | Mika Immonen                     | Ralf Souquet                  |          |
| 27. Oktober                     | International Challenge of Champions 2009 | Uncasville        | 9-Ball      | Mika Immonen                     | unbekannt                     |          |
| 25. November bis 30. November   | 10-Ball-Weltmeisterschaft 2009            | Manila            | 10-Ball     | Mika Immonen                     | Lee Van Corteza               | 11:6     |
| 2. Dezember bis 5. Dezember     | ET 103 – Costa del Sol Open 2009          | Benalmádena       | 10-Ball     | Mark Gray                        | Karl Boyes                    | 8:6      |
| 10. Dezember bis 13. Dezember   | Mosconi Cup 2009                          | Las Vegas         | 9-Ball      | USA                              | Europa                        | 11:7     |